# Palazzo Ducale (Gubbio)
El palacio Ducal (en italiano: Palazzo Ducale), también llamado Corte Nuova, que está frente a la catedral de Gubbio, fue construido por el duque de Urbino Federico da Montefeltro en 1470, en estilo renacentista, sobre construcciones medievales preexistentes.

## Descripción

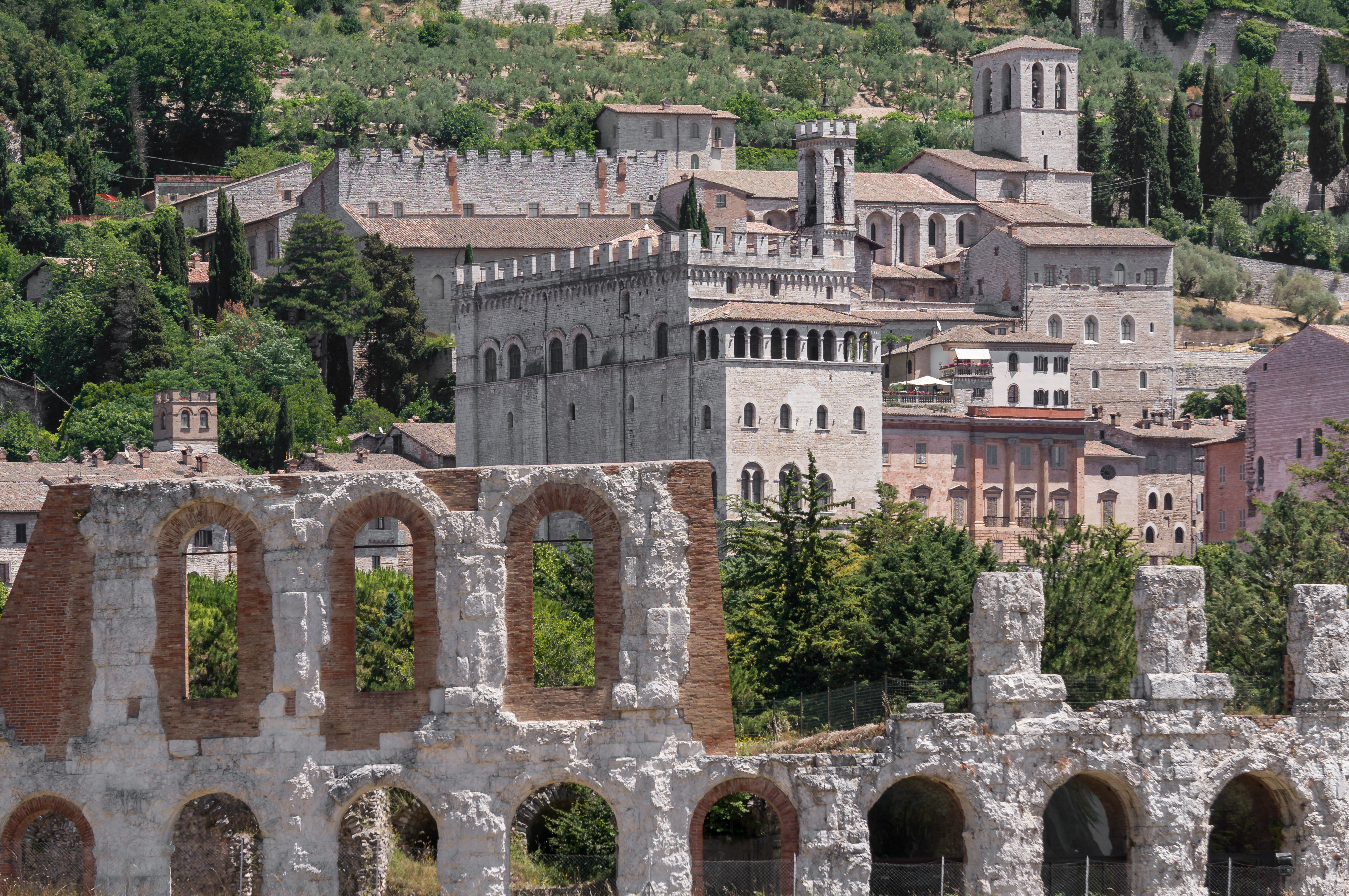
Vista del palacio en el conjunto urbano

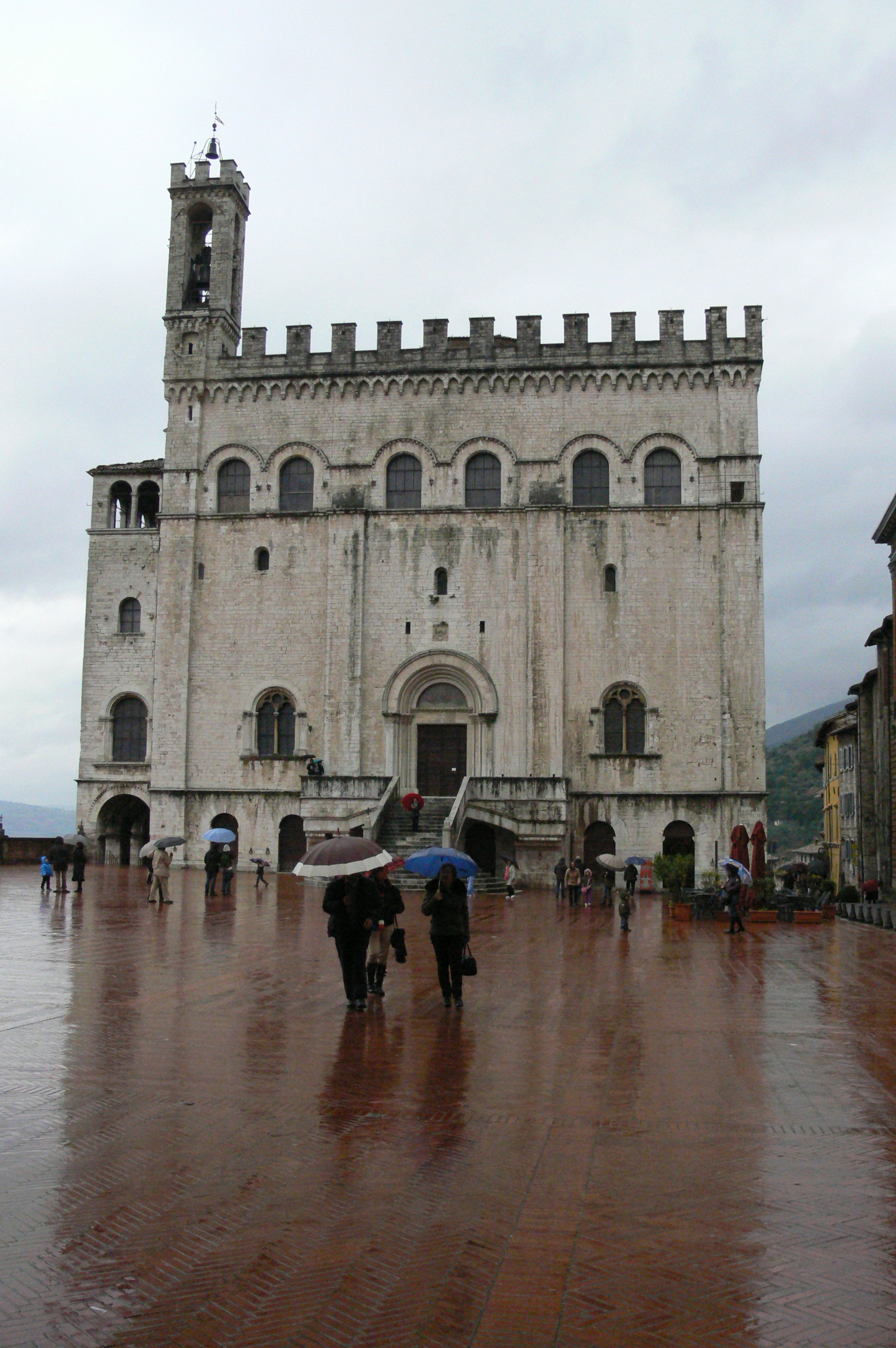
La fachada del palacio en la plaza

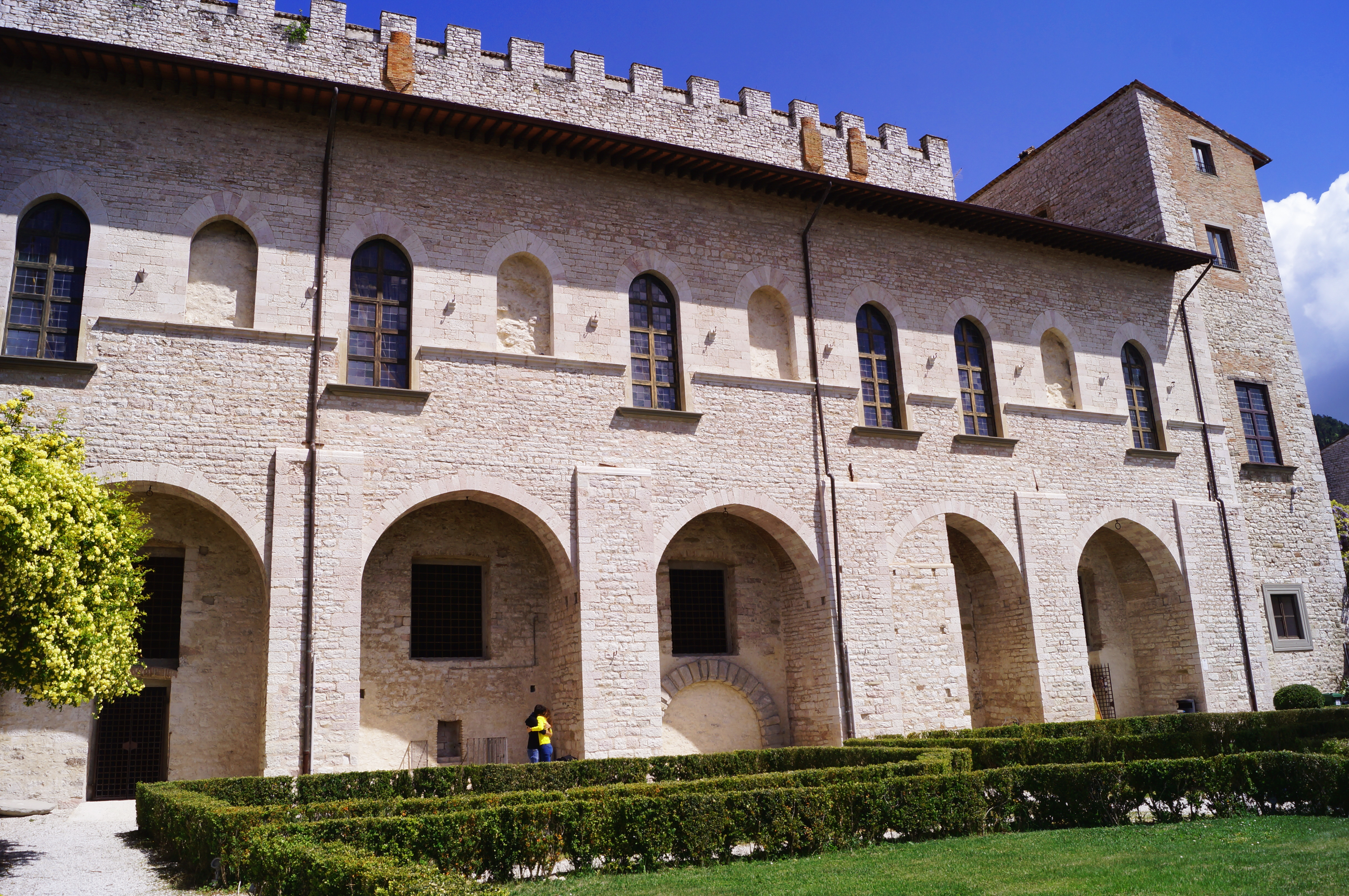
Fachada al jardín

Gubbio, que pertenecía al ducado de Urbino (1443-1631), era una ciudad sede de la zecca, y el palacio erigido por el segundo duque (nacido en la ciudad, como su hijo Guidobaldo) era una residencia de verano. Guidobaldo y su esposa Elisabetta Gonzaga a menudo se quedaban allí y construyeron la casa de huéspedes. El último soberano de Urbino Francesco Maria II Della Rovere tenía un jardín colgante instalado en la vivienda eugubina.
El palacio, diseñado por el arquitecto sienés Francesco di Giorgio Martini, está estructurado en dos cuerpos de edificación, uno orientado hacia el valle y el segundo hacia la montaña, unidos por un patio central artístico y espacioso.
Único ejemplo del Renacimiento en una ciudad puramente medieval, el palacio destaca por su finura arquitectónica y por el refinamiento de sus decoraciones, especialmente en los capiteles del patio, en los portales y chimeneas, cuyos frisos fueron ejecutados por Bernardino di Nanni dell'Eugenia.
Desde el armonioso patio central, resaltado por los matices de los colores de los ladrillos y de la pietra serena y por las ventanas del piso noble divididas por lesenas, se ingresa al edificio que aún conserva algunos elementos ornamentales originales. Son dignos de mención: dos armarios de madera del siglo XVII, los batientes del portón con incrustaciones con las armas de los Montefeltro que también se pueden ver en las refinadas ventanas, junto con una serie de angeli musicanti.
Los salones del palacio (como las estancias de los duques y el baño de Battista Sforza, consorte de Federico y aquí muerta) están marcados por la presencia de chimeneas monumentales, pero las vigas de los techos se han rehecho: los muebles originales han desaparecido hace mucho tiempo, como el famoso studiolo de Guidobaldo da Montefeltro, vendido, después de varios cambios de propiedad, en 1939, al Museo Metropolitano de Nueva York.
El studiolo, similar al del palacio Ducal de Urbino, fue encargado por Federico y los dibujos de las incrustaciones de Francesco di Giorgio encontraron una implementación ejemplar por parte del florentino Giuliano da Maiano: los trabajos terminaron bajo el gobierno de Guidobaldo I (1482-1502) que dispuso más, por lo que será conocido por su nombre. En 2009, en el Palazzo Ducale, el taller de Minelli de Gubbio creó una buena réplica del studiolo.

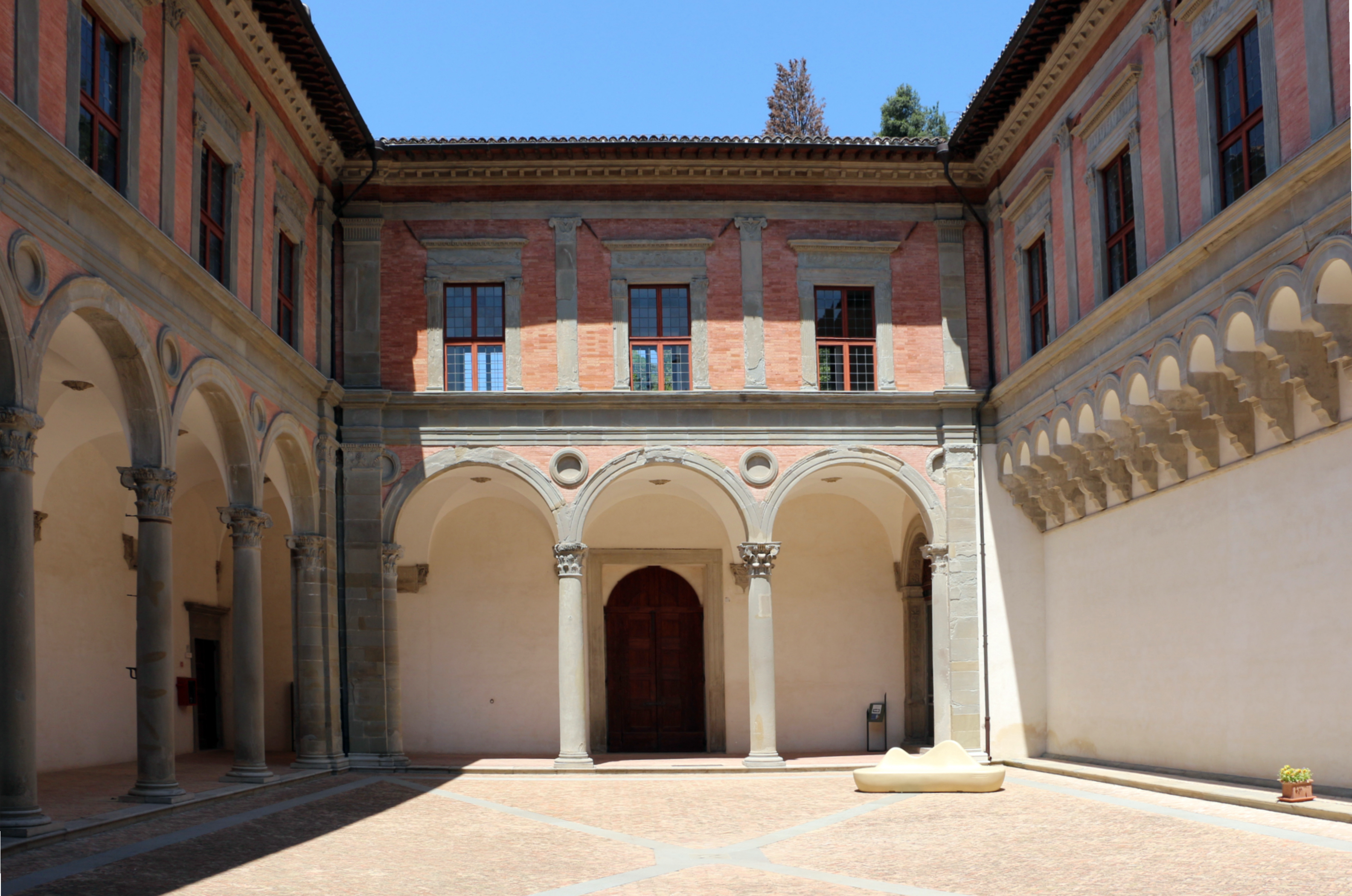
El patio de honor
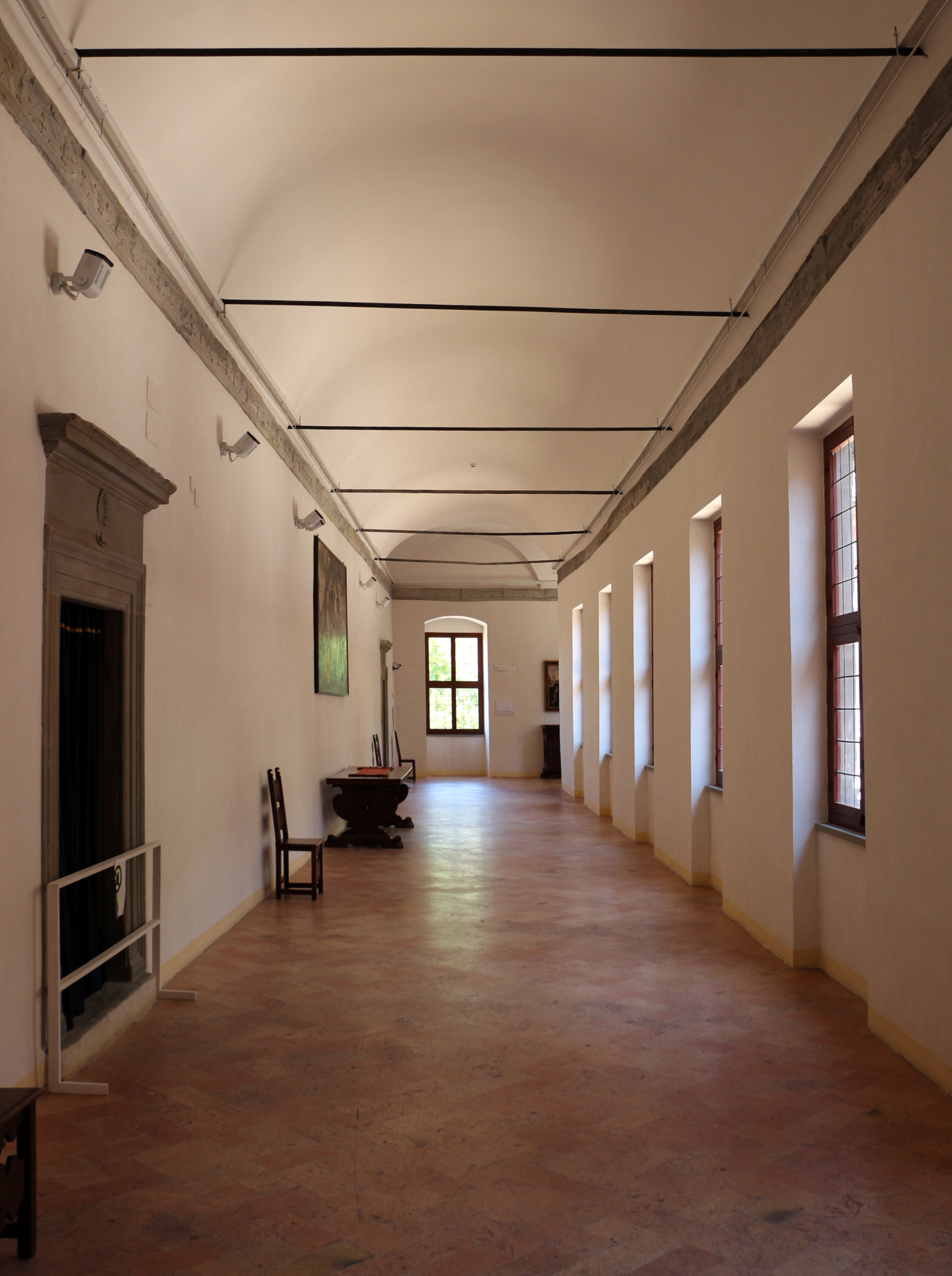
Corredor de la primera planta
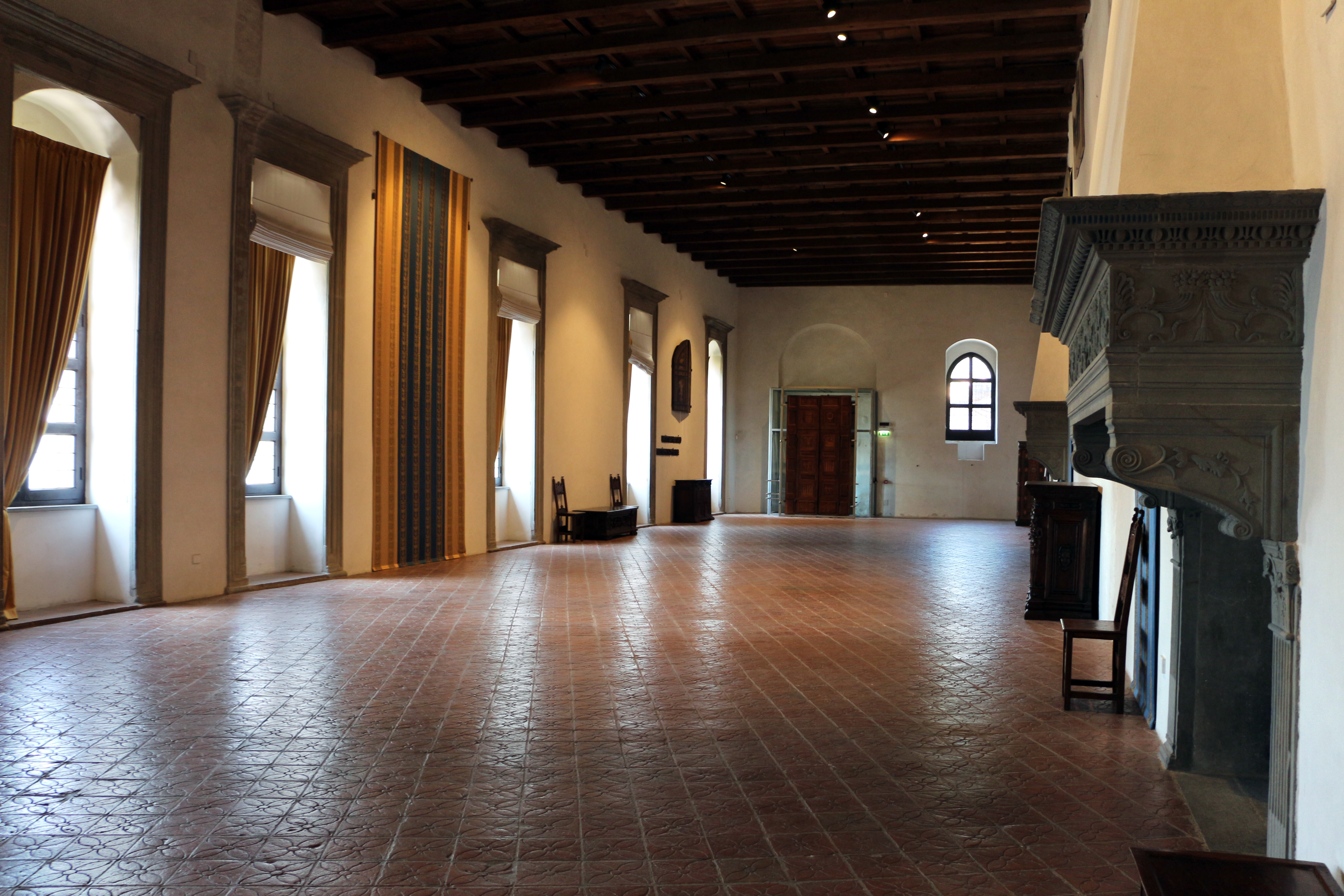
Salón interior
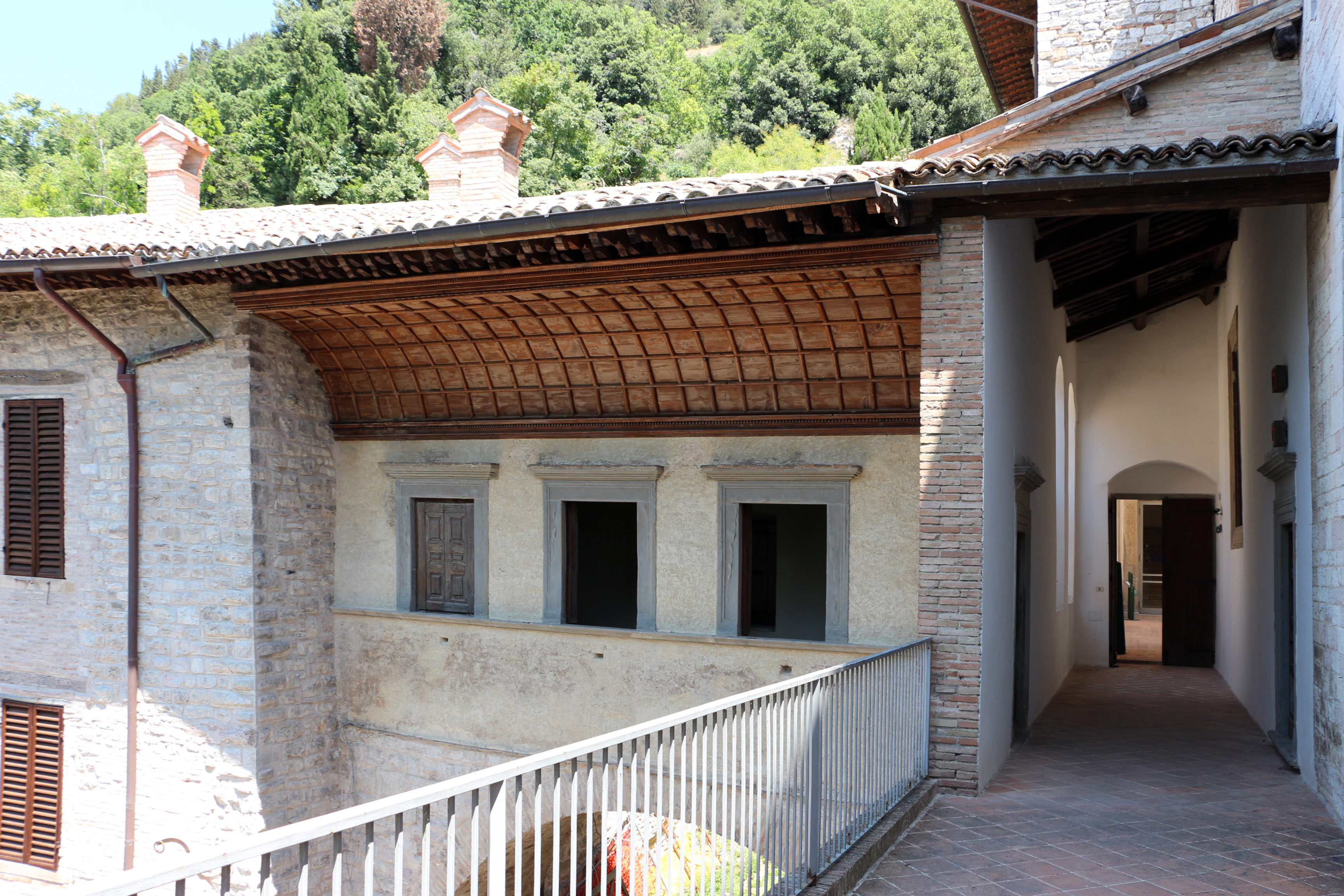